# Comuna Uspenea, Sărata
Uspenea (în ucraineană Успенівка, transliterat: Uspenivka) este o comună în raionul Sărata, regiunea Odesa, Ucraina, formată din satele Komîșivka Perșa și Uspenea (reședința).

## Demografie
Componența lingvistică a comunei Uspenea
     Rusă (87,78%)
     Ucraineană (11,17%)
     Alte limbi (1,01%)
Conform recensământului din 2001, majoritatea populației comunei Uspenea era vorbitoare de rusă (87,78%), existând în minoritate și vorbitori de ucraineană (11,17%).